# 拉斯洪塔斯區
10°16′55″N 84°57′42″W / 10.28194°N 84.96167°W
拉斯洪塔斯區（西班牙語：Las Juntas），是哥斯達黎加的一個區，位於該國西北部瓜納卡斯特省，由阿班加雷斯縣負責管轄，面積229平方公里，海拔高度207米，該地區的採礦小鎮拉斯洪塔斯始建於十九世紀晚期，2011年人口9,482，2013年人口9,803人，人口密度每平方公里43人。